# Laboratorium 1
Laboratorium 1 eller Laboratorium 12, även känt som Kamera (ryska: камера, "Cellen") var den sovjetiska hemliga polisens (NKVD) laboratorium för utvecklingen av gifter för människor. Enheten bildades 1921 och var verksam fram till upplösningen av Sovjetunionen 1991. 
Enheten utförde experiment på människor. Gifter testades på fångar från gulag, oftast i form av att fångarna gavs gifter i form av "mediciner".